# 新馬里夫卡 (布利茲紐基區)
48°49′44″N 36°26′36″E / 48.82889°N 36.44333°E
新馬爾伊夫卡（烏克蘭語：Новомар'ївка）是位於烏克蘭東部的村莊，由哈爾科夫州洛佐瓦區的布利茲紐基市鎮負責管轄。該村處於大捷爾尼夫卡河畔，始建於1775年，面積0.19平方公里，海拔高度112米，2001年人口76。